# 7番街駅 (INDカルバー線)
7番街駅（7ばんがいえき、英: Seventh Avenue）はブルックリン区パーク・スロープの7番街-9丁目交差点にあるニューヨーク市地下鉄INDカルバー線の駅で、F系統及びG系統が終日停車する。

## 歴史
当駅は1933年10月7日にバーゲン・ストリート駅からチャーチ・アベニュー駅までの延伸によって開業した。
2015年より駅は40万ドルかけて改装を行っている。2016年1月には駅員室が移設され、2016年8月に改札機が交換された。2018年1月23日よりメザニンの大半が閉鎖された。
2015年にエレベーターの設置が提案されたが、1500万ドルかかると見積もられ中止となった。しかし、MTA2020年-2024年の投資計画では再び当駅へのエレベーター設置が記載され、2023年11月21日に供用開始した。

## 駅構造
| G           | 地上階                                     | 出入口 |
| B1          | 中間階                                     | 8番街階段の踊り場 |
| B2          | 改札階                                     | 改札、駅員詰所、メトロカード自動券売機 （エレベーター、9丁目と7番街の交差点北西。）                                                                  |
| B3 ホーム階 | 北行緩行線                                 | ← ジャマイカ-179丁目駅ゆき（4番街駅） ← コート・スクエア駅ゆき（4番街駅）                                                                            |
| B3 ホーム階 | 島式ホーム、到着番線に応じた側のドアが開く | |
| B3 ホーム階 | 北行急行線                                 | ← 平日ラッシュ時：ジャマイカ-179丁目駅ゆき（ジェイ・ストリート-メトロテック駅）                                                                      |
| B3 ホーム階 | 南行急行線                                 | → 平日ラッシュ時：コニー・アイランド-スティルウェル・アベニュー駅ゆき（チャーチ・アベニュー駅）→                                                     |
| B3 ホーム階 | 島式ホーム、到着番線に応じた側のドアが開く | |
| B3 ホーム階 | 南行緩行線                                 | → コニー・アイランド-スティルウェル・アベニュー駅ゆき（15丁目-プロスペクト・パーク駅）→ チャーチ・アベニュー駅ゆき（15丁目-プロスペクト・パーク駅）→ |

駅は島式ホーム2面4線の駅で、南側で緩急線は分岐して、緩行線は15丁目-プロスペクト・パーク駅へ向かうが、急行線はプロスペクト・パーク下を通ってチャーチ・アベニュー駅へ向かう。
地形の都合上で、当駅は西隣かつ高架駅の4番街駅よりも標高が高くなっている。駅付近の地名であるパーク・スロープはこれにちなんでいる。
駅はホーム上全長にわたって改札階があり、7番街及び8番街に出口が通じる。2018年1月までは500フィート (150 m)の全区間が開いていた。中央に終日開いている改札が、7番街と8番街の間にあった。ホームに階段が1つずつ設置されていた。その後、7番街側及び8番街側の改札が新設され、各改札からは各ホームに2つずつ階段が接続している。

### 出入口

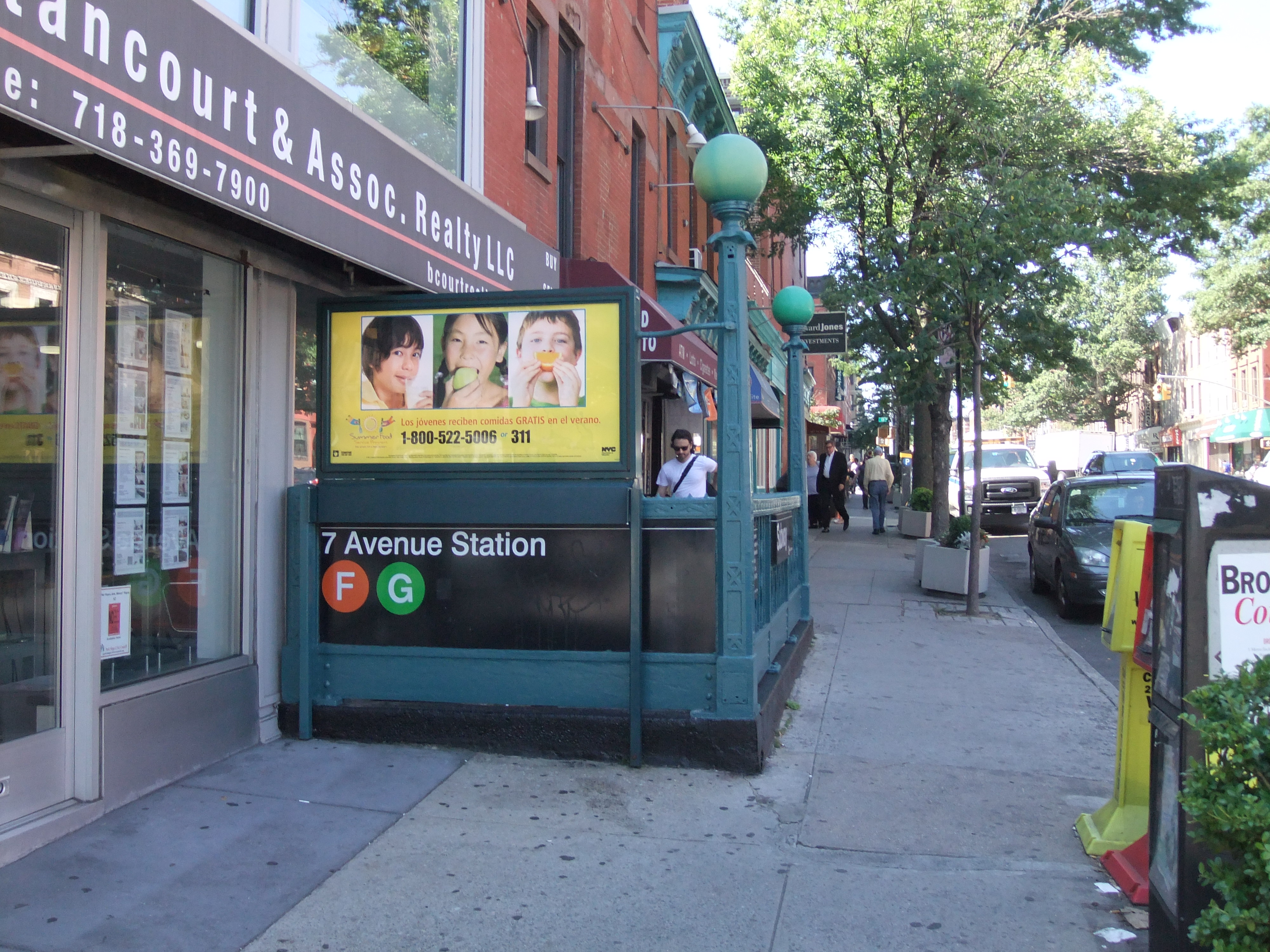
北側の階段

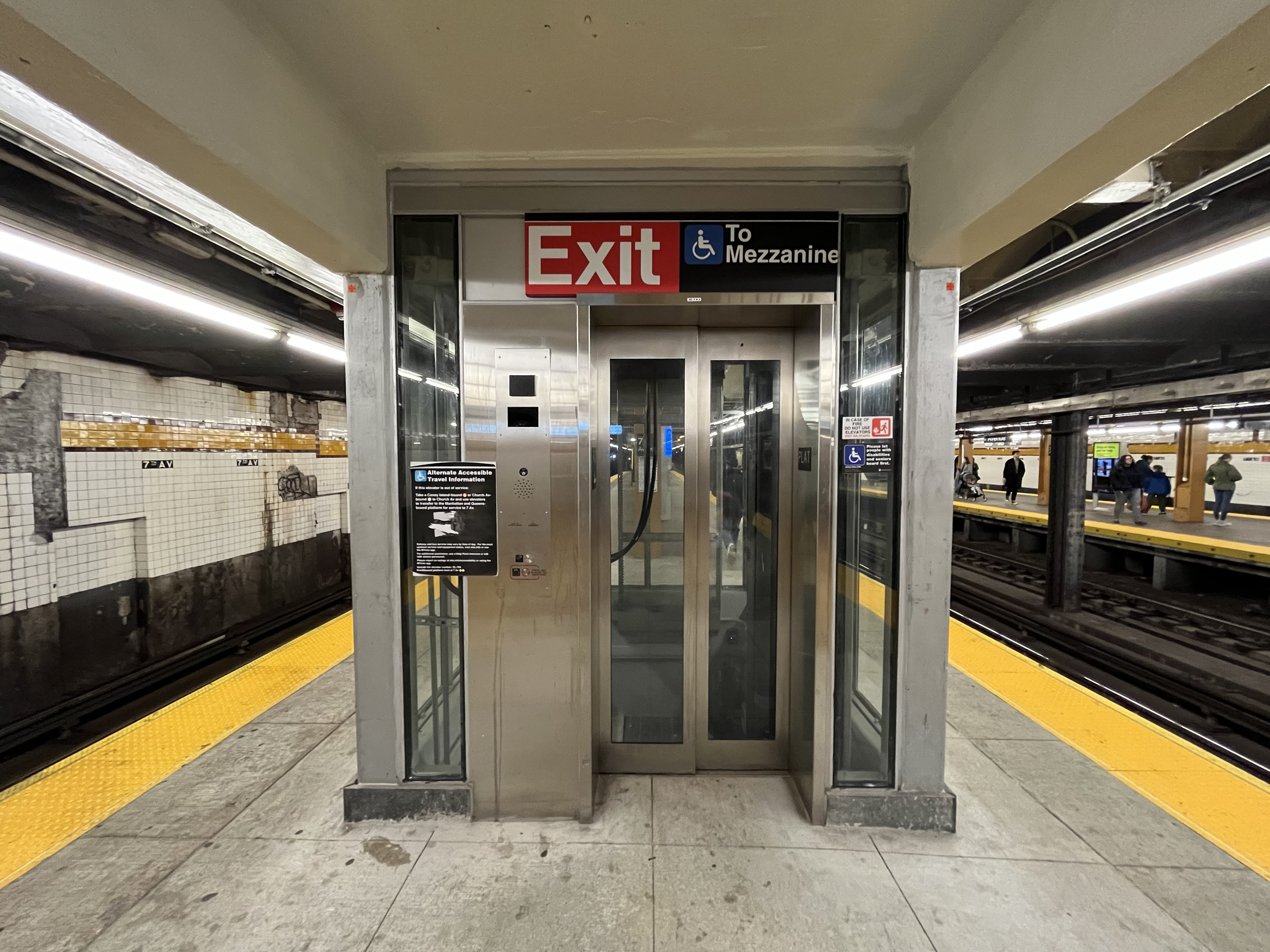
南行ホームのエレベーター

9丁目と7番街及び8番街の交差点4角に階段が接続している。8番街側の改札にはThe Ravenが飾られている。エレベーターは9丁目と7番街の交差点北西に接続している。

### 備考
1. ↑  バーゲン・ストリート駅は下層階閉鎖のため急行は通過